# 賀軍翔
賀 軍翔（マイク・ハー、Mike He、ハー・ジュンシャン、1983年12月28日 - ）は、台湾出身の俳優。身長は180cm、体重は66kg。愛称は「小美（シャオメイ）」。これは、同じ賀姓の賀一航が「賀小美」という役を演じているのを見た賀軍翔の同級生が、面白がって呼び始めたことがきっかけとなっている。

## プロフィール
家族　父・母・1歳違いの弟がいる。
運動神経が良く、さまざまなスポーツを得意とする。ボクシング用品の店を見ていた時に、ボクシングをテーマとした撮影の準備をしていた業界関係者にスカウトされ、2002年にモデルデビュー。台湾のテレビ局[TVBS]とマネージメント契約を結び、翌年TVBSのドラマ「七年級生」で俳優デビューした後、TVドラマやCMなどに出演している。
俳優デビュー後は当初在学していた体育系大学からスケジュールの都合が合わせやすい技術学校（醒吾技術学院）に同じくモデル出身で公私ともに仲の良い俳優・鄭元暢（ジョセフ・チェン）と一緒に転校。現在も在学中。
モデル出身で、台湾男性俳優の中でも特に美容マニアな事で有名。常に化粧水や電気シェーバーを持ち歩き、美肌保持を心がけている。清潔感のあるイメージで、男性タレントながら台湾で数々の女性用化粧品や衛生用品、公共広告などのキャラクターに採用されている。
2017年6月3日、Facebookで結婚と4か月前にアメリカで女児が誕生していることを発表した。

## 出演

### ドラマ
- 七年級生（2003年、TVBS-G）- 許流杉 役
- 求婚事務所 第4章（2004年、台湾電視公司）- 小陽 役
- 安室愛美恵 （2004年、ASIA PLUS）－賀医師 役（ゲスト出演）
- 愛情合約〜Love Contract〜 （2004年、TVBS-G）- 劉健東 役
- 悪魔で候 （2005年、中國電視公司）- 江猛 役
- EXPRESS BOY〜悪男宅急電〜 （2005年、TVBS-G）- 胡鐵男 役
- 結婚しよう （2006年、TVBS-G）- 便當 役
- 天使のラブクーポン （2007年、中華電視公司）- 霍達 役
- スウィートラブ・シューター （2007年、台湾電視公司）- 沈若赫 役
- 有閑倶楽部　第7話　（2007年、日本テレビ）- カサル王子 役
- スターな彼 （2010年、中華電視公司）- 柏野 役
- インファナル・ラブ〜上海狂想曲〜 （2010年、超級電視台） - 馮毅 役
- 晴れのちボクらは恋をする （2011年、中國電視公司）- 項允傑 役
- 晴れのち女神が微笑んで （2011年、中國電視公司）- 韓以烈 役
- 幸せのラブ・ステップ （2012年、湖南衛視）- 夏平安 役
- 1/2の両想い〜Spring Love〜 （2013年、民間全民電視公司）- 龍天賀/龍太 役
- 勇気を出してアイ・ラブ・ユー （2014年、中國電視公司）- 石沛然 役
- とん♡だロマンス （2014年、湖南衛視）- 范姜禹 役
- カンブリア紀（2017年、優酷）- 李永基 役
- 恋愛動物（2018年、CHOCO TV）- 王大樹 役
- 天巡者（2020年、Netflix）- 鍾馗 役
- 赖猫的狮子倒影（2021年、QIY）-  雷硕 役
- 不夠善良的我們 （2024年、公共電視台）- 何瑞之 役

### 映画
- 未来警察 Future X-cops （原題：未來警察、2010年）- 馬金祥 役
- 女孩壞壞（2012年）- 賈斯汀 役
- 真・三国志 蜀への道 （原題：赵子龙、2020年）- 趙雲 役

### バラエティ番組
- 全明星運動會 第三季（2021年）[2]

### CM
- 天龍八部online（遊戯新幹線、GameFlier） イメージキャラクター

### MV
- 楊丞琳 - 曖昧
- 楊丞琳 - 只想愛你
- 楊丞琳 - 理想情人